# Pietro Michiele

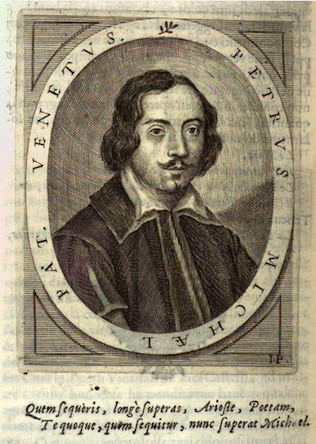
Pietro Michiele (incisione da Le glorie degli Incogniti, Venezia 1647)

Stemma Michiel

Pietro Michiele (Venezia, 29 giugno 1603 – Venezia, 1651) è stato un poeta italiano di estrazione marinista.

## Biografia
Di antica e nobile famiglia veneziana (variamente indicata come, Michiel, Michiele, Michieli, talora anche senza dittongo), nacque il 29 giugno 1603 da Antonio e da Giulia Mazza (di condizione non patrizia). Manifestò assai precocemente uno spiccato talento poetico, che, secondo quanto riferisce il Crasso, gli valse l’apprezzamento di Giambattista Marino. La vivace tempra del suo ingegno e la fine qualità della sua penna lo resero in breve tempo letterato famoso e acclamato membro dell’accademia veneziana degli Incogniti.
A Pieve di Cadore, dov'era castellano, nel 1643, dopo oltre dodici anni di coabitazione, sposò “con la maggiore segretezza del mondo” una ferrarese, non nobile, di nome Apollonia, che aveva accolta nella sua dimora ancora fanciulla e che è cantata in numerosi componimenti del poeta con lo pseudonimo di “Dorina”. Dall’unione nacquero almeno due figli, Antonio e Girolamo; quest’ultimo dedicherà a Giambattista Nani, all'epoca procuratore di San Marco, le liriche postume del padre.
Ebbe rapporti di amicizia e scambi epistolari con numerosi letterati del tempo, come Giovan Francesco Loredano e Ciro di Pers.
Accanto all’attività letteraria, Pietro Michiele svolse incarichi pubblici: fu uno dei Cinque savi e anziani alla pace nel 1633 e nel 1634, podestà di Conegliano in quegli stessi anni e provveditore a Pordenone nel 1636. Intorno al 1648 militò contro i Turchi in Dalmazia, dove assunse, con titolo comitale, la carica di podestà nell’isola di Pago.
Morì a Venezia – forse in Murano o in Burano – nel 1651. Un sonetto in morte di Pietro Michiele è contenuto nei Capricci serii delle Muse di Giambattista Vidali.

## Opere
La poesia di Pietro Michiele, di stretta osservanza marinista, trovò principale espressione in una serie di canzonieri: prima parte delle Rime (Venezia, Giacomo Scaglia, 1624), seconda parte delle Rime (Venezia Giacomo Scaglia, 1629) e terza parte, pubblicata in una composita silloge dal titolo La benda di Cupido (Venezia, Giacomo Scaglia, 1634); oltre a queste, una raccolta di Poesie postume (Venezia, Brigonci, 1671).
Fra le altre opere in versi: Epistole amorose (Venezia, Giacomo Scaglia, 1632) dodici componimenti in vario metro rivolti a diverse donne; Il flauto (Venezia, Sarzina, 1638), ventuno egloge in versi sciolti; Il Polifemo, poemetto di quattro canti in ottave (Venezia, Sarzina, 1638); Il dispaccio di Venere, epistole eroiche ed amorose (Venezia, Guerigli, 1640); L’arte degli amanti (Venezia, Giacomo Scaglia, 1642), otto canti in ottava rima ispirati all’Ars amandi ovidiana; Favole boscherecce (Venezia, Guerigli, 1643), dieci canti in ottave; un burlesco capitolo ternario scritto dal poeta in occasione del proprio matrimonio e contenuto nella già ricordata Biblioteca Aprosiana (Bologna 1673, pp. 161-162); Del Guidon selvaggio (Venezia, Sarzina, 1949), tredici canti su materia ariostesca (a quest’opera del Michiele si riferisce il distico latino in epigrafe al ritratto del poeta nelle Glorie degli Incogniti, Venezia 1647, p. 375); Il cimiterio (Venezia, Guerigli, 1653 e in edizione ampliata nel 1658), una serie di epitaffi giocosi in quartine scritti dal Michiele insieme a Giovan Francesco Loredano (celebri i due, alquanto irriguardosi, per la morte di Artemisia Gentileschi).
Tra le prose: i discorsi Della vecchiezza e I biasmi di amore, contenuti in Discorsi accademici de’ signori Incogniti (Venezia, Sarzina, 1635); le Prose varie (Venezia, Sarzina, 1639), disparato assortimento di discorsi, questioni e novelle; il prosimetro Licida (Venezia, Guerigli, 1644); e sei racconti compresi nel volume miscellaneo Cento novelle amorose dei signori accademici Incogniti (Venezia, Guerigli, 1651).
Pietro Michiele ereditò dalla famiglia un’ampia galleria di opere pittoriche, che arricchì con ulteriori acquisti.

## Un testo esemplificativo
(Pietro Michiele, Dorina al fiume)